# Дебаты Линкольна и Дугласа
Дебаты Линкольна и Дугласа (англ. Lincoln–Douglas debates) — серия из семи дебатов, состоявшихся в 1858 году между Авраамом Линкольном, кандидатом от республиканской партии в Сенат США от штата Иллинойс, и действующим сенатором Стивеном Дугласом, кандидатом от демократов. До ратификации в 1913 году семнадцатой поправки к Конституции США, согласно которой сенаторы стали избираться населением своих штатов, сенаторов выбирали законодательные собрания штатов, из-за чего Линкольн и Дуглас пытались завоевать голоса населения на кандидатов от своих партий на выборах в Генеральную ассамблею Иллинойса.
Дебаты были задуманы для привлечения внимания общественности. С их помощью Линкольн мог повысить свой авторитет в штате, стать более известным на национальном уровне и внутри Республиканской партии, организованной в 1854 году в Рипоне в Висконсине. Для Дугласа они стали возможностью защитить свою репутацию после того, как он продвигал доктрину народного суверенитета в отношении вопроса американского рабства и помогал принять непопулярный на севере закон Канзас-Небраска. Кандидаты выступали в каждом из девяти избирательных округов Иллинойса. Сначала они оба выступили в столице Иллинойса Спрингфилде и в крупнейшем городе штата Чикаго с разницей в один день, после чего решили, что их будущие совместные выступления пройдут в оставшихся семи избирательных округах. Каждые дебаты длились около трех часов, один из кандидатов говорил шестьдесят минут, за которыми следовал девяностоминутный ответ оппонента и заключительное тридцатиминутное слово первого кандидата. Будучи действующим сенатором, Дуглас выступил первым в четырех дебатах, после чего он и Линкольн поочередно выступали первыми в оставшихся дебатах. Они проходили на открытом воздухе, если позволяла погода, примерно с 14:00 до 17:00.
Дебаты сосредоточились на рабстве, в частности на том, следует ли разрешать его существование в новых штатах, образованных из западных федеральных территорий, приобретенных в результате Луизианской покупки и американо-мексиканской войны. Дуглас считал, что решение о статусе рабства на территориях должно приниматься их белыми жителями, а не федеральным правительством. Линкольн выступал против расширения рабства, но при этом подчеркивал, что не выступает за его отмену там, где оно уже существовало.
Дебаты получили беспрецедентное внимание со стороны СМИ. За несколько лет перед дебатами в США развивались железнодорожные сети, появился электрический телеграф с азбукой Морзе и скоропись Питмана (тогда известная как фонография), что позволило крупнейшим газетам Иллинойса отправлять стенографистов на место дебатов для копирования и последующей публикации полных текстов выступлений кандидатов. Благодаря поездам желающие лично наблюдать за дебатами могли быстро добраться до места событий. В середине каждых дебатов журналисты, отвечавшие за освещение дебатов получали стенографические записи, передавали их железнодорожным стенографистам, которые во время поездки преобразовывали символы стенографии и аббревиатуры обратно в исходные слова, создавая расшифровку, готовую для чикагских наборщиков, и для телеграфиста, который отправлял тексты в остальную часть страны к востоку от Скалистых гор. Следующий поезд доставлял тексты второй половины дебатов. Газеты публиковали речи полностью, иногда в течение нескольких часов после выступлений кандидатов. Некоторые газеты помогали своему предпочтительному кандидату небольшими исправлениями, сообщениями о положительной реакции аудитории или громкими заголовками. Молодое СМИ Associated Press, которому тогда было всего десять лет, отправляло сообщения одновременно в несколько точек, что позволяло газетам и журналам на востоке страны печатать дебаты вскоре после их проведения, что привлекло национальное внимание к выборам в Иллинойсе. Позднее речи кандидатов были переизданы в виде брошюр.
Дебаты проходили с августа по октябрь 1858 года. Газеты сообщали о 12 тысячах присутствующих в Оттаве, от 16 до 18 в Гейлсберге, от 15 во Фрипорте, от 12 в Куинси, и от 5 до 10 на последних дебатах в Олтоне. Дебаты вблизи границ Иллинойса привлекли большое количество людей из соседних штатов. Некоторые наблюдатели путешествовали по Иллинойсу, чтобы следить за дебатами.
По итогам выборов, демократы заняли большую часть мест в законодательном собрании штата, в результате чего Дуглас был переизбран 54 голосами против 46, несмотря на то, что кандидаты от республиканцев набрали больше голосов. В результате Линкольн стал фигурой национального масштаба и заложил основу для своей президентской кампании 1860 года.